# Aloe venenosa
Aloe venenosa là một loài thực vật có hoa trong họ Măng tây. Loài này được Engl. mô tả khoa học đầu tiên năm 1892.